# Hydriastele cariosa
Hydriastele cariosa là loài thực vật có hoa thuộc họ Arecaceae. Loài này được (Dowe & M.D.Ferrero) W.J.Baker & Loo mô tả khoa học đầu tiên năm 2004.